# Mecaphesa insulana
Mecaphesa insulana es una especie de araña cangrejo del género Mecaphesa, familia Thomisidae, orden Araneae.

## Distribución
Esta especie se encuentra en Estados Unidos: Hawái.

## Taxonomía
Fue descrita científicamente por Keyserling en 1890.
Tratamiento taxonómico
La especie aparece registrada y publicada en Die Arachniden Australiens, nach der Natur beschrieben und abgebildet. Zweiter Theil [Lieferung 37]. Bauer & Raspe, Nürnberg 233–274, pl. 21–24.